# Chrysomya schoenigi
Chrysomya schoenigi är en tvåvingeart som beskrevs av Hiromu Kurahashi och Magpayo 1987. Chrysomya schoenigi ingår i släktet Chrysomya och familjen spyflugor.
Artens utbredningsområde är Filippinerna. Inga underarter finns listade i Catalogue of Life.